# Vieille ville de Barcelone
Pour les articles homonymes, voir Ciutat Vella.
Ciutat Vella
La Vieille ville (en catalan : Ciutat Vella) est l'un des dix districts (district n° I) de la ville de Barcelone (Catalogne).
À part le quartier de la Barceloneta, il correspond à peu près à l'intérieur des murailles de la ville telles qu'elles existaient du XIVe au XIXe siècle.
Il est composé des quatre quartiers suivants : El Raval, Quartier gothique (en catalan : El Gòtic ou Barri Gòtic), La Barceloneta et Sant Pere, Santa Caterina i la Ribera.

## Localisation
Le district est situé au centre de la ville.

Localisation du district de la Ciutat Vella dans Barcelone.

## Monuments et lieux remarquables
- Le célèbre café Els Quatre Gats, œuvre du modernisme catalan de Josep Puig i Cadafalch, fondé en 1897 par Pere Romeu et Miquel Utrillo, fréquenté par des artistes tels Pablo Picasso, Jaume Sabartés, Ramon Casas et Carles Casagemas[1];
- La Boqueria, le marché le plus célèbre de la ville, réhabilité par l'architecte Carme Pinós ;
- Le Musée Maritime de Barcelone ;
- Le MACBA[2] ;
- Le Teatre Romea[3] ;
- La Bonne[4] ;
- L'Église de Bethléem ;
- Le bâtiment de Correus ;
- Le bâtiment de la Caisse de Pensions de Barcelone ;
- L'immeuble Can Damians ;
- Le centre culturel et musée Arts Santa Mònica[5] ;
- L'Edifici Colon, édifice brutaliste, érigé sous la dictature franquiste ;
- Le marché de Santa Caterina, réhabilité par Benedetta Tagliabue et Enric Miralles ;
- Le centre culturel et mémoriel du Born[6], situé dans l'ancien marché du Born;
- L'ancien hôpital de la Sainte-Croix (hospital de la Santa Creu)[7].

## Lieux disparus
- La prison de Reina Amàlia, connue pour avoir incarcéré des femmes politiques, comme l'anarchiste Francesca Saperas i Miró[8].
- Le bordel «Ca la Mercè» (en français : «Chez la Mercè») de la rue d'Avinyó qui a inspiré Pablo Picasso pour son tableau Les Demoiselles d'Avignon[9].